# Béla I. Ogrski
Béla I. (madžarsko I. (Bajnok/Bölény) Béla; slovaško Belo I.), ogrski kralj (1060-1063), * ca. 1016, † 11. september 1063. pripadnik dinastije Árpádovcev.

## Življenje
Béla je bil poleg Leventeja in Andreja eden od Vazulovih sinov in je bil pripadnik dinastije Árpádovcev. Vazulova družina je živela na območju Nitranske kneževine na severozahodu Ogrske, to območje pa je kmalu po Štefanovem kronanju prešlo pod poljski vpliv Po smrti Vazulovega bratranca Ladislava (še pred letom 1030) je Vazul leta  uspel zavladati temu območju, ki je pa najkasneje leta 1030 ponovno postalo tudi del ogrske države. Na Ogrskem je tedaj vladal prvi kralj Štefan, po smrti njegovega sina  Emerika pa se je Bélin oče na osnovi tradicije, po kateri je prestol zasedel najstarejši pripadnik dinastije, potegoval za ogrsko krono. Ker pa je imel Vazul odklonilen odnos do krščanstva, se Štefanu ni zdel primeren za naslednika. Po neuspelem uporu je dal Štefan Vazula oslepiti in oglušiti. Vazulovi sinovi, med njimi tudi Béla, so tedaj pravočasno pobegnili iz kraljestva. Skupaj z bratrancem Domoslavom, sinom Vazulovega brata Ladislava, so zbežali na Češko, od tam pa so se trije bratje zatekli na Poljsko, kjer jih je sprejel kralj Mieszko II. Leta 1046 pa so ogrski velikaši v času Vatovega upora Vazulove sinove poklicali nazaj na Ogrsko, kjer je bil Bélin brat Andrej izbran za vladarja. Leta 1060 je tudi sam postal ogrski kralj. Umrl je leta 1063, ko se je na njegovem dvoru nanj prevrnil leseni prestol.
Viri ne poročajo o imenu njegove žene, bila pa je sestra poljskega kralja Kazimirja I. Béli so se med drugimi rodili sinovi Géza, Ladislav in Lampret. Ena od hčera je bila Helena Lepa (madžarsko Ilona), ki je postala žena hrvaškega kralja Dimitrija Zvonimirja. Preko Ladislava je bil Béla stari oče Kolomana in  Álmoša.

## Dosežki
Leta 1046 je na Ogrskem izbruhnil upor proti vladavini kralja Petra Orseola. Uporniki so pozvali Vazulove sinove k vrnitvi in od treh princev zahtevali obnovitev poganstva, na kar je tedaj pristal tudi Andrej, izbrani kandidat za novega kralja. Novega kralja je leta 1051 in nato še 1052 napadel cesar Svetega rimskega cesarstva Henrik III., toda Madžari so se obranili s taktičnim umikanjem, pri katerem se je ogibal odprtemu spopadu in pred napadalci uničeval vso dosegljivo zalogo hrane, uspel obraniti. V teh bojih se je odlikoval tudi Béla,   zato ga je Andrej, ki tedaj še ni imel otrok, določil za naslednika in ga v ta namen imenoval za vojvodo, v njegovo vojvodino pa je vključil sever in vzhod Ogrske, kar je pomenilo tretjino ogrskega kraljestva (Tercia pars Regni).
Potem pa se je Andreju leta 1053 rodil sin Salomon in kralj Andrej se je odločil, da bo prestol nasledil sin Salamon, ki ga je prav zaradi tega poročil z Judito, hčerjo cesarja Henrika III. Béli je vladar v navidezno izbiro ponudil krono ali pa vojvodski položaj, ki ga je že tako ali tako imel). Če bi se Béla »napačno« odločil, ga je nameraval takoj dati ubiti. Béla je bil posvarjen in je iz previdnosti izbral vojvodstvo,  nato pa pobegnil na Poljsko.
Tam je našel zaveznika v poljskem vladarju Boleslavu II. (1058-1079), ki je z nezaupanjem opazoval Andrejevo politiko. Ni mu bilo všeč, da se je s Salomonovo poroko povezal s svetorimsko cesarsko dinastijo Salijcev, prav tako pa mu ni bilo všeč, da se je Andrejeva hči Adelajda poročila z Vratislavom, ki je le nekaj let zatem postal češki vladar]]. Z Bélo so ga nadalje povezovale sorodstvene vezi, saj je bil ogrski princ poročen z njegovo teto, to je s sestro Kazimirja I. V takšnih razmerah je bil Boleslav pripravljen pomagati princu Béli. Boleslav in Béla sta na Ogrsko leta 1060 vdrla z močno vojsko.  Princa je podprla večina ogrskih velikašev. Andrej, ki se je znašel v bratomorni vojni,  se je na pomoč obrnil k svetorimskemu cesarju, toda bil je poražen in je zaradi poškodb med begom umrl.
Béla je postal novi ogrski kralj in je vladal v težavnih razmerah. Doma se je moral leta 1061 ukvarjati z zatrtjem drugega velikega poganskega oziroma protikrščanskega upora, ki je bil hkrati tudi zadnji poganski upor nasploh. Upor je potekal na podoben način kot prvi upor: uporniki so stavili na novega vladarja in od njega zahtevali, da prežene krščansko duhovščino in deželo povrne k starim poganskim običajem, toda Béla je z uporniki postopal enako kot pred njim brat Andrej v prvem uporu. Veliko težavo je za novega kralja predstavljal tudi cesar Henrik IV. Andrejeva vdova Judita in Andrejev kronani sin Salomon sta namreč našla zatočišče prav na Henrikovem nemškem cesarskem dvoru, cesar pa je preko svojega varovanca Salomona skušal imeti vpliv na izbiro ogrskega vladarja. Leta 1063 se je cesar odločil za vojaški spopad z ogrskim vladarjem, toda Béla se je še pred spopadom smrtno ponesrečil na svojem dvoru, tako da do ključnega boja sploh ni prišlo, čeprav so nemške sile že vdrle v državo.